# Аарон Ансельміно
Аарон Ансельміно (ісп. Aarón Anselmino, нар. 29 квітня 2005) — аргентинський футболіст, який грає на позиції захисника за клуб Прем'єр-ліги Челсі.

## Ранні роки
Ансельміно приєднався до юнацької академії аргентинського клубу «Бока Хуніорс» у віці дванадцяти років.

## Кар'єра
У 2022 році Ансельміно став чемпіоном Кубка Ево 2022 разом із Бока Хуніорс, обігравши «Рівер Плейт» у фіналі з рахунком 2:0. Він брав участь у першому розіграші Кубка Ево, юнацького турніру, що проходив у Болівії. Цей турнір був створений на честь колишнього президента Болівії Ево Моралеса. Команда під керівництвом Матіаса Донетта перемогла з рахунком 2:0 завдяки голам Дієго Сантандера та Ікера Зуфіаурре.
10 червня 2023 року Ансельміно підписав свій перший професійний контракт із Бока Хуніорс і через кілька годин дебютував за клуб, вийшовши на заміну у другому таймі замість Бруно Вальдеса у матчі, який завершився нічиєю 1:1 проти «Лануса». Майже через шість місяців, 9 січня 2024 року, Ансельміно підписав продовження контракту до грудня 2028 року.
8 серпня 2024 року Ансельміно підписав семирічний контракт із клубом Прем'єр-ліги «Челсі» за повідомлену суму £15.6 мільйона, залишившись у «Бока Хуніорс» на правах оренди на дванадцять місяців. У грудні 2024 року було оголошено, що Ансельміно повернеться до «Челсі» у січні 2025 року. Його відкликали з оренди 3 січня 2025 року.

## Стиль гри
Ансельміно переважно діє як захисник і був описаний як «вежа, яка виграє всі верхові дуелі і майже завжди перемагає в ситуаціях один на один».

## Особисте життя
Ансельміно є уродженцем Бернардо Ларруде, Аргентина.

## Статистика кар'єри
Станом на 31 грудня 2024
| Клуб                  | Сезон              | Ліга               | Ліга | Ліга | Національний кубок | Національний кубок | Кубок ліги | Кубок ліги | Континентальні | Континентальні | Загалом | Загалом |
| Клуб                  | Сезон              | Дивізіон           | М    | Г    | М                  | Г                  | М          | Г          | М              | Г              | М       | Г       |
| --------------------- | ------------------ | ------------------ | ---- | ---- | ------------------ | ------------------ | ---------- | ---------- | -------------- | -------------- | ------- | ------- |
| Бока Хуніорс          | 2023               | Прімера Дивізіон   | 5    | 0    | 0                  | 0                  | 0          | 0          | 0              | 0              | 5       | 0       |
| Бока Хуніорс          | 2024               | Прімера Дивізіон   | 2    | 0    | 1                  | 0                  | 0          | 0          | 2              | 1              | 5       | 1       |
| Бока Хуніорс          | Загалом            | Загалом            | 7    | 0    | 1                  | 0                  | 0          | 0          | 2              | 1              | 10      | 1       |
| Челсі                 | 2024–2025          | Прем'єр-ліга       | 0    | 0    | 0                  | 0                  | 0          | 0          | 0              | 0              | 0       | 0       |
| Бока Хуніорс (оренда) | 2024               | Прімера Дивізіон   | 11   | 0    | 2                  | 1                  | 0          | 0          | 0              | 0              | 13      | 1       |
| Загалом за кар'єру    | Загалом за кар'єру | Загалом за кар'єру | 18   | 0    | 3                  | 1                  | 0          | 0          | 2              | 1              | 23      | 2       |

1. ↑  Включає Кубок Аргентини
2. ↑  Включає Кубок Професійної Ліги
3. ↑  Виступи в Кубок Південної Америки

## Нагороди
Бока Хуніорс
- Кубок Ево: 2022[20]

Челсі
- Переможець Ліги конференцій УЄФА: 2025
- Переможець Клубного чемпіонату світу: 2025